# Christian B. Anfinsen
Christian Boehmer Anfinsen (26. března 1916, Monessen, Pensylvánie – 14. května 1995, Randallstown, Maryland) byl americký biochemik. V roce 1972 získal Nobelovu cenu za chemii za práci o ribonukleáze.
Anfinsen se narodil v Monesse, Pennsylvania do norsko-americké rodiny. Svůj bakalářský titul získal v roce 1937 na Univerzitě Swarthmore. Inženýrský titul získal v roce 1939 na Univerzitě v Pensylvánii a v roce 1939 získal titul Ph.D. na Harvardově univerzitě.
V letech 1950–1981 řídil různé laboratoře National Institutes of Health v Bethesdě (Maryland); оd roku 1982 byl profesor biologie na Johns Hopkins University v Baltimore (Maryland). Studoval vztahy mezi strukturou a funkcí enzymů. V roce 1979 konvertoval k judaismu.